# Tovomita calodictyos
Tovomita calodictyos är en tvåhjärtbladig växtart som beskrevs av Noel Yvri Sandwith. Tovomita calodictyos ingår i släktet Tovomita och familjen Clusiaceae. Inga underarter finns listade i Catalogue of Life.